# Lokomotivni
Lokomotivni - Локомотивный (rus) és un possiólok amb estatus de ciutat tancada a 264 km al sud-oest de Txeliàbinsk dins l'óblast de Txeliàbinsk (Rússia).